# Bent Løber
Bent Løber (født 20. maj 1929 i Bregnet Sogn, død 4. februar 2008 i Odense) var en dansk politiker, der var amtsborgmester i Frederiksborg Amt fra 1983 til 1985, valgt for Det Konservative Folkeparti. Ved kommunalvalget i 1985 blev han desuden valgt til Fredensborg-Humlebæk Kommunalbestyrelse, men sad kun et år af perioden. 
Løber var oprindelig postassistent og blev senere oberstløjtnant i militæret. 
Han begyndte sit politiske virke som lokalforeningsformand for Det Konservative Folkeparti i Fredensborg-Humlebæk ad to omgange. Han blev amtsborgmester i 1983, men blev ved valget i 1985 forbigået i konstitueringen. Venstre overtog derefter amtsborgmesterposten. 
Efter sit politiske virke blev Bent Løber headhunter og siden kontorchef i Dansk Arbejdsgiverforening, leder af kursuscentret Arresødal for til sidst at arbejde for Rockwool-Fonden.